# Jazz Bez
Jazz Bez — міжнародний джазовий фестиваль сучасної імпровізаційної музики, що відбувається щорічно на початку грудня, а також один з найтриваліших джазових фестивалів країни з унікальним форматом. Засновником фестивалю є Мистецьке Об'єднання «Дзиґа». Щороку до організації фестивалю приєднується Консульство Польщі у м. Львові, Польський Інститут у Києві, Центр Культури м. Перемишля, Мистецьке об'єднання «Коза».
Одна з найбільших джазових подій України та Польщі.[джерело?] Це транскордонний джазовий марафон, який поєднує десятки міст, сотні музикантів, тисячі меломанів, безліч кілометрів та відтінків джазу. Фестиваль розпочався 2001 року із концертів у Львові та Перемишлі. За 15 років на фестивалі відбулися сотні концертів, утворилися десятки міжнародних проектів, а кількість музикантів, що грали на «Jazz Bez» перевищила тисячу.[джерело?]
Темою цьогорічного фестивалю[коли?] є релокація в культурі України. В програму залучені різні вікові категорії, від дітей і до студентів кафедри джазу Львівської національної музичної академії ім. М Лисенка.

## Міста проведення
Організаційним та ідеологічним центром фестивалю є м. Львів. Крім Львова, концерти фестивалю проходили в українських — Тернопіль, Рівне, Київ, Севастополь, Харків, Суми, Луцьк, Ужгород, Івано-Франківськ, Мостиська, Краматорськ та польських містах — Перемишль, Санок, Люблін, Ярослав, Новиця. З 2018 року до організації заходу долучилися 32 Jazz Club/Old Fashioned Radio (м. Київ).
- 2001—2005 — Львів, Перемишль
- 2006 — Львів, Тернопіль, Перемишль, Санок
- 2007 — Львів, Тернопіль, Рівне, Перемишль та Санок
- 2008 — Львів, Тернопіль, Рівне, Київ, Севастополь, Харків, Луцьк, Перемишль, Санок, Люблін, Ярослав
- 2009 — Львів, Тернопіль, Івано-Франківськ, Люблін, Санок, Тернопіль, Севастополь, Луцьк та Київ.
- 2010 — Львів, Харків, Севастополь, Тернопіль, Луцьк, Івано-Франківськ, Рівне, Ужгород, Люблін, Сенкова, Перемишль, Санок, Новиця.
- 2011 — Львів, Харків, Севастополь, Тернопіль, Луцьк, Івано-Франківськ, Рівне, Люблін, Перемишль, Білосток, Ряшів, Кросно, Новиця.
- 2012 — Львів, Луцьк, Київ, Харків, Тернопіль, Івано-Франківськ, Рівне, Севастополь, Одесу, Черкаси, Перемишль, Люблін, Санок, Новицю, Ярослав та Білосток.
- 2013 — Львів, Київ, Харків, Рівне, Тернопіль, Луцьк, Люблін, Санок, Глівіце, Перемишль та село Новиця.
- 2014 — Львів, Тернопіль, Слов'янськ, Краматорськ, Дружківка, Київ, Харків, Тернопіль, Івано-Франківськ, Ужгород, Рівне, Луцьк, Мостиська, Люблін, Санок, Вроцлав, Білосток, Новицю, Перемишль.
- 2015 — Львів, Мостиська, Івано-Франківськ, Рівне, Луцьк, Тернопіль, Харків та Краматорськ, Новиці, Люблін, Перемишль, Білосток, Варшава, Вроцлав
- 2016 — Львів, Київ, Харків, Тернопіль, Ужгород, Луцьк, Рівне, Івано-Франківськ, Краматорськ та польські Перемишль, Люблін, Білосток, Вроцлав, Варшава і село Новиця
- 2017 — Львів, Київ, Харків, Тернопіль, Луцьк, Рівне, Ужгород, Дрогобич, Суми, Краматорськ, Варшава, Вроцлав, Перемишль, Люблін, Білосток, Новиця
- 2018 — Львів, Київ, Тернопіль, Одеса, Суми, Харків, Маріуполь, Краматорськ, Кропивницький, Луцьк, Рівне, Дрогобич, Бердичів, Вроцлав, Перемишль

## Ведуча
Марта Більська — ведуча фестивалю у Львові протягом 22 років. Медіа-експертка, програмна директорка Радіо «Люкс» у Львові, ведуча, менеджерка проєктів культури.

## Виставка плакатів
Виставка плакатів відбулася на фестивалі у 2022 році. Організатор виставки КУ «Інститут стратегії культури».

## Учасники
Якщо до 2004 року учасниками фестивалю були лише музиканти з України та Польщі, то згодом їх географія значно розширилася і охопила країни Західної Європи та США, зокрема:
- Джон Біслі[en] (John Beasley)
- Маркус Стрікленд[en] (Marcus Strickland)
- Кен Вандермарк[en] (Ken Vandermark)
- Група «ShokolaD» [Архівовано 23 листопада 2012 у Wayback Machine.],
- Марина Захарова,
- Йоахім Менсель[pl] (Joachim Mencel)
- Амір Перельман (Amir Perelman) [Архівовано 26 вересня 2009 у Wayback Machine.],
- Бред Террі[en] (Brad Terry)
- Петер Брьотцман[en] (Peter Brötzmann)
- Марк Токар
- Аркадій Шилклопер[en]
- Януш Муняк[pl] (Janusz Muniak)
- Юрій Яремчук, Fusion Orchestra [Архівовано 4 квітня 2013 у Wayback Machine.], BE Style BAND [Архівовано 4 квітня 2013 у Wayback Machine.], Laura Marti Quartet, Yalta Jam, Jazz-Fusion Band «Aramis», Dixie Brothers Band, Dima Bondarev Quintet
- Мар'яна Садовська
- The Necks (Австралія)
- Silhouette and Vinx (США-Угорщина)
- Лоґан Річардсон[en] (США)